# 청자 모자원숭이모양 연적
청자 모자원숭이모양 연적(靑磁 母子猿形 硯滴)은 대한민국 서울특별시에 있는 원숭이 어미가 새끼를 안고 있는 모양으로 만든, 고려시대의 청자 연적이다. 높이 9.8센티미터, 몸통 지름 6센티미터이다. 어미 원숭이 머리 위에는 지름 1센티미터 정도의 물을 넣는 구멍이, 새끼 머리 위에는 지름 0.3센티미터의 물을 따라내는 구멍이 각각 뚫려 있다. 1992년 4월 20일 대한민국의 국보 제270호로 지정되었다.

## 개요
고려시대 만들어진 원숭이 모양의 청자 연적으로,크기는 높이 9.8cm, 몸통 지름 6.0cm이다.
어미 원숭이 머리 위에는 지름 1.0cm 정도의 물을 넣는 구멍이, 새끼의 머리 위에는 지름 0.3cm인 물을 벼루에 따라내는 구멍이 각각 뚫려 있어 연적임을 알 수 있다.
두 원숭이의 손가락과 발가락은 그 사이사이를 파내어 도드라지게 표현하였고, 어미 원숭이의 눈, 코와 새끼 원숭이의 눈은 검은 색 안료로 점을 찍어 나타냈다. 어미 원숭이의 엉거주춤한 자세, 보채는 새끼의 모습을 통해 원숭이 모자의 사랑을 재미있게 묘사하였다. 유약은 잘 녹아 투명하고 잔잔한 기포가 전면에 있어 은은하고, 표면의 색깔은 아름다운 비취색이다.
1146년에 제작된 청자과형화병, 청자합과 유약 색이 동일하여 12세기 전반경에 제작된 것으로 추정된다. 고려 청자 연적 중 원숭이 모양의 연적은 드물며 더욱이 모자(母子) 모양으로서는 유일한 예이다.